# Mănăstirea Mălinești
Mănăstirea Mălinești este o mănăstire ortodoxă din România situată în comuna Gârceni, județul Vaslui. Biserica mănăstirii este clasată ca monument istoric, cod LMI VS-II-m-B-06799.